# Terno
Un terno (o terna) es un conjunto de tres cosas relacionadas entre sí. Esto puede referirse a: personas, candidatos, equipos, o cualquier otra cosa. La palabra se usa sobre todo en lo relacionado con la vestimenta. Así, un terno es el conjunto de pantalón, chaleco y chaqueta y también se le llama terno en algunos países americanos al conjunto de joyas integrado por collar, pendientes y alfiler o prendedor.

## Terno yucateco
Se conoce como terno en Yucatán, México, al conjunto de prendas usado por la mujer maya campesina en ocasión de fiesta y ceremonias. La prenda que se usa cotidianamente se llama hipil (o huipil). Es el traje representativo de la península de Yucatán.
El terno yucateco consta de tres piezas:
- Fustán o enagua blanca de cintura que llega hasta los pies. En su parte inferior está adornado con ricos encajes.
- Hipil o vestido blanco que llega a media pierna y cuya parte inferior está muy bordada en colorines. Se coloca sobre el fustán.
- Jubón, pieza muy elaborada con ricos bordados, de escote cuadrado, que va sobre el hipil.

## Terno en la liturgia católica
En la liturgia católica anterior al Concilio Vaticano II se denominaba terno al conjunto de ornamentos que correspondía usar a los miembros de los tres órdenes mayores (sacerdote, diácono y subdiácono) en las misas solemnes.
Consta de los siguientes elementos:
- Casulla (para el sacerdote) o dalmática (para el diácono y subdiácono)
- Estola
- Paño del cáliz y corporales
- Paño de hombros
- Manípulo
- Capa pluvial

### Ternos litúrgicos valiosos
En su tiempo fueron muy famosos los ternos de la Catedral de Toledo o de El Escorial en España. En el museo de Ambras de Viena se conserva también un terno del siglo XV con figuras de santos realizadas en oro y con perlas costosas en las borduras. Normalmente se afirma que este terno fue usado en el primer capítulo de la orden del Toisón de Oro en 1430. Rara es la catedral que no conserve en su museo diocesano algunos de los ternos antiguos usados y regalados después por sus obispos. Son piezas de arte muy valiosas tanto por su historia como por el trabajo de sus bordados y la calidad de los tejidos.